# 府谷県
府谷県（ふこく-けん）は中華人民共和国陝西省楡林市に位置する県。

## 行政区画
- 鎮:府谷鎮、黄甫鎮、哈鎮、廟溝門鎮、新民鎮、孤山鎮、清水鎮、大昌汗鎮、古城鎮、三道溝鎮、老高川鎮、武家荘鎮、木瓜鎮、田家寨鎮